# آندریاس هامرشمیت

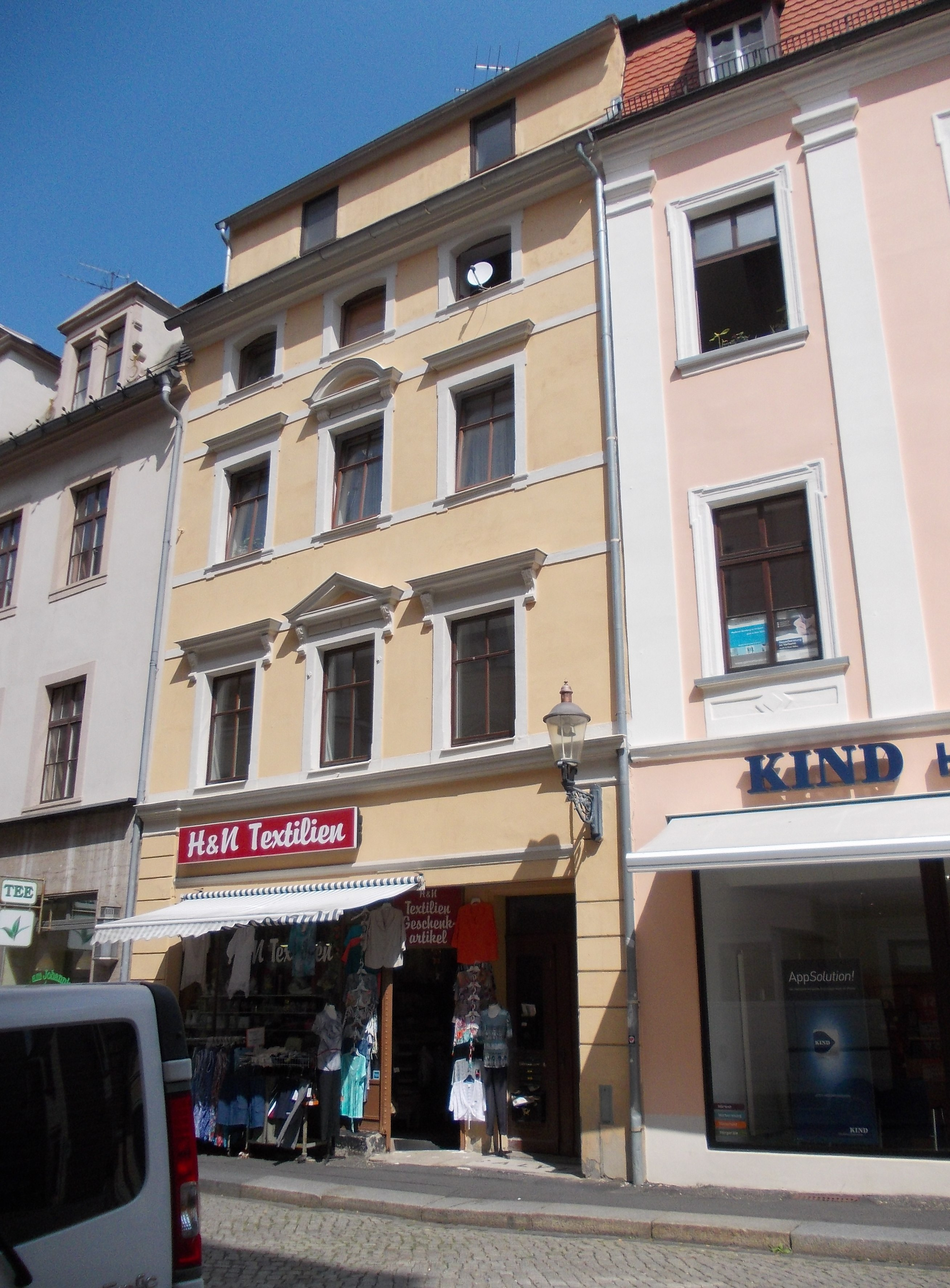
خانه‌ای که آندریاس هامرشمیت از سال ۱۶۵۶ تا ۱۶۷۵ در آن زندگی می‌کرد.

آندریاس هامرشمیت (آلمانی: Andreas Hammerschmidt؛ ‏ ۱۶۱۱ یا ۱۶۱۲ – ۲۹ اکتبر ۱۶۷۵) نوازندهٔ ارگ، موسیقی‌دان و آهنگساز اهل آلمان در اوایل و اواسط موسیقی باروک بود. او یکی از مهم‌ترین و محبوب‌ترین آهنگسازان موسیقی مذهبی در آلمان در اواسط قرن هفدهم بود.
وی در یک جامعه اقلیت پروتستان در موست به‌دنیا آمد. خانواده‌اش طی جنگ سی‌ساله و به‌دلیل استیلای کلیسای کاتولیک مجبور به فرار و مهاجرت شده و در فرایبرگ سکنا گزیدند.
از او چندین موتت، کنسرتو و آریا به‌جا مانده‌است.